# 急速引擎
《飆風引擎》（日語：エンジン）是日本富士电视台于2005年春季推出的电视连续剧，主要讲述了賽車手神崎次郎与其養父经营的儿童保育中心里孩子们生活的故事，雖然本劇以「引擎」為名，又以賽車手為主角，但劇情實際上以探討孤兒的心態為主，鮮有賽車場面，且多屬過場情節。本剧由木村拓哉主演，共11集，平均收视率为22.42%。
由於以儿童保育中心為故事主軸，因此亦起用了大批童星及少年、少女演員作為主要角色參演，而飾演保育中心院童的眾子役中，大部份成長後俱活躍於演藝圈。其中上野樹里、戶田惠梨香、夏帆、中島裕翔、有岡大貴、石田法嗣等人，十多年後各自都在演藝圈中獨當一面，上野、戶田二人更屬影后級人物。本劇也因此而被部份人視為經典日劇之一。

## 主要角色

### 風之丘之家職員
神崎次郎（32）：木村拓哉 飾（香港配音：蘇強文(TVB)、陳健豪(Viu)）
小時候因全家意外死亡而成為孤兒，被父親的朋友神崎猛（原田芳雄 飾演）收養。少年時愛上賽車，因決心成為車手而與養父鬧翻，離家後成為職業賽車手並於19歲時首次奪冠，是日本著名的F3賽車手。後獲國外車隊聘請作F1後備車手，在國外打滾5年卻無甚成果，終因與正選車手打架而被車隊解僱離開歐洲。回國後暫居於養父所開設的保育中心風之丘之家，因應養父要求而擔任中心的司機。失去車隊支持的次郎向師父一之瀬新作（泉谷茂 飾演）求助，卻反被要求作車隊機械維修員，次郎為了能夠重返賽道唯有答應。雖然次郎一向自認討厭小孩，但在爭取重新成為賽車手的過程中，卻不自覺地與同住的一群院童產生感情，並因自小的遭遇而能夠於孩子們遇上問題時提供適切的幫助，深受孩子們愛戴。
水越朋美：小雪 飾（香港配音：黃玉娟(TVB)、王夢華(Viu)）
熱血的新進保育員，受聘於風之丘之家，常希望幫助院童們健康愉快地成長，唯因其經驗尚淺而時常弄巧成拙，始終得不到院童們的接納。一心保護孩子的水越對初回風之丘的神崎次郎充滿戒心，害怕孩子們會受表現任性的次郎所影響，經常針鋒相對，但在相處下卻發覺一個個不幸的孩子竟因與次郎相遇而得到幫助，正面地成長，水越對次郎也逐漸改觀，希望能從對方身上學習如何與孩子們相處。
神崎猛：原田芳雄 飾（香港配音：張炳強(TVB)、羅偉亮(Viu)）
風之丘之家的創辦人，神崎次郎的養父，原本是一位老師，因認為熱心賽車的次郎不懂愛惜生命而自責，希望將自己未能好好教導次郎的事情，教導其他不幸的孩子，於是辭去教職開辦保育園。
神崎千尋：松下由樹 飾（香港配音：陸惠玲(TVB)、植婉雯(Viu)）
神崎猛的親生女兒，神崎次郎的姐姐，離婚後在風之丘之家擔任事務長。自小與次郎感情親厚，自言一生最信任次郎。
鳥居元一郎：堺雅人 飾（香港配音：黎景全(TVB)、鄧永健(Viu)）
資深保育員，任職於風之丘之家，心儀於水越朋美。持守原則的鳥居深信自己的經驗，並且冷靜地以此與院童相處，認為是對他們最好的幫助，亦因此而對表現任性的神崎次郎非常反感。在風之丘之家被迫停辦後，鳥居眼見次郎和水越不斷努力挽救風之丘，終於對次郎改觀而加入其行列，盡力重開風之丘。
牛久保瑛子：高島禮子 飾（香港配音：黃麗芳(TVB)）
負責風之丘之家的饍食，曾因傷人而被捕入獄，成為附近居民迫風之丘停辦的借口之一。
春山萬里夫：角野卓造 飾（香港配音：陳永信(TVB)）
保育園附近風見聖羅莎里娜教會（風見聖ロサリナ教会）的神父，風之丘之家的理事長，與神崎猛有數十年交情的老友。

### 風之丘之家院童
星野美冴：上野樹里 飾（香港配音：梁少霞(TVB)、鄭家蕙(Viu)）
高中三年級，與二宮由紀惠同房，院童中年紀最長，希望以大姊的身份照顧和保護其他院童。學業成績優異的美冴本有機會升讀大學，但小時父母因欠下鉅債而帶同姐姐逃亡，遺棄了跟隨學校旅行的她，使她心中留下陰影，不敢對未來抱任何希望，所以不願參加升學考試，並對鼓勵她的水越朋美大表反感。神崎次郎得知後將自己身世告訴美冴，使她明白即使是孤兒也應對未來存有希望，終決定升讀大學。美冴是唯一知道次郎身世的院童。
樋田春海：戶田惠梨香 飾（香港配音：張頌欣(TVB)，莊巧兒(Viu)）
高中二年級，與田口奈央同房。因父母離異並各自再婚而遭遺棄，渴望組織一個平凡家庭，能夠盡心愛護子女，以填補年幼時的缺憾。
鹽谷大輔：石田法嗣 飾（香港配音：黃榮璋(TVB)、蔡威賢(Viu)）
高中一年級，父母都是醫生，因不及哥哥成績優異而被父親輕視，使他變得偏激及有暴力傾向。當心儀對象樋田春海被男友拋棄後，大輔往找男方談判卻打傷對方，成為街坊迫風之丘停辦的導火線。
田口奈央：大平奈津美 飾（香港配音：鄭麗麗(TVB)）
初中二年級，志願成為偶像歌手，父親長期患病住院，母親要長時間工作籌措醫藥費，無暇照顧而入住風之丘之家。
園部徹：有岡大貴 飾（香港配音：伍秀霞(TVB)、郭浩勤(Viu)）
初中二年級，園部葵的親哥哥，父親因殺妻而於獄中服刑，為保護年幼的妹妹，對別人謊稱父母意外身亡，當被知道真相的同學威脅要公開時，把同學打傷，令街坊開始對風之丘之家不滿。
二宮由紀惠（二宮ユキエ）：夏帆 飾（香港配音：程文意(TVB)、黃穎誼(Viu)）
初中一年級，心地善良而怕事，是院童中最愛哭的一個，時常手抱小熊娃娃。
草間周平：中島裕翔 飾（香港配音：袁淑珍(TVB)、莊巧兒(Viu)）
小學五年級，與鹽谷大輔同房，一出生便被父母抛棄，形成其內心不願與人親近，多次被人收養都因此而被再次放棄，輾轉之下到了風之丘之家，是最後一個入住的院童。頭腦聰明的周平因多次被棄而變得超乎正常的成熟，行事冷靜，感情從不流露。
平山盛男：小杉茂一郎 飾（香港配音：黃鳳英(TVB)）
小學四年級，與刀根明、金村俊太同房，因父親酗酒和沉迷彈珠機，無法照顧而入住風之丘之家。
刀根明：廣田亮平 飾（香港配音：謝潔貞(TVB)、鄭家蕙(Viu)）
小學三年級，因覺得說真話太過無趣而經常說謊，志願成為律師或騙子，最後因習慣了新院舍而選擇不回到風之丘之家，是唯一轉院的院童。
園部葵：佐藤未來 飾（香港配音：何璐怡(TVB)、顧詠雪(Viu)）
小學一年級，園部徹的親妹妹。經常有預感，一早已知母親是被父親殺死，但因怕哥哥擔心而假作不知。
金村俊太：小室優太 飾（香港配音：林雅婷(TVB)）
幼稚園生，父母帶着哥哥一起自殺而死，獨留下俊太一人生存。身邊成人大多可憐其悲慘身世而對他表達同情，但俊太自己卻深信自己並不可憐。個性溫馴，不會表達自己的想法，因神崎次郎而學會講出自己心聲，最後被一對善良的夫婦收養。
小森七惠：岡真由 飾（香港配音：林元春(TVB)）
2歲，母親是一名高中生，初到風之丘之家時，没有人抱著便會大哭，神崎猛認為是要提醒別人不要抛棄她。

### 一之瀨車隊
一之瀬新作：泉谷茂 飾（香港配音：譚炳文(TVB)）
一之瀨車隊的監督，神崎次郎的師父，年輕時曾是賽車手，因比賽發生意外受傷而要以輪椅代步。對次郎的潛質寄望甚殷，為了讓次郎明白賽車不能單單為了自己，而必須為了別人的道理，刻意阻止他重回賽道，並要求他做車隊的維修員。
末永玉貴（末永たまき）：岡本綾 飾（香港配音：曾佩儀(TVB)、鄭家蕙(Viu)）
一之瀨車隊經理，神崎次郎出國前的女友，一直未能忘情，暗中幫助對方，希望能助他重新成為賽車手。
菅原比呂人：青木伸輔 飾（香港配音：陳廷軒(TVB)、梁皓翔(Viu)）
一之瀨車隊的賽車手，取代神崎次郎出國後的空缺加入車隊，上屆Regulus盃冠軍，曾追求末永玉貴，對次郎充滿敵意。
伊吹哲也：石垣佑磨 飾（香港配音：李致林(TVB)、郭浩勤(Viu)）
一之瀨車隊機械維修，神崎次郎的好友，稱次郎為前輩。
Rina / Miki：益子梨惠/矢吹春奈 飾（香港配音：林元春/林雅婷(TVB)）
一之瀨車隊的賽車女郎。

## 收視率
| 集數                      | 放送日        | 日文標題         | 中譯標題       | 收視率 |
| ------------------------- | ------------- | ---------------- | -------------- | ------ |
| Lap 1                     | 2005年4月18日 | 13番目の子供現る | 第13個小孩現身 | 25.3%  |
| Lap 2                     | 2005年4月25日 | 0からの始動      | 由零開始       | 22.5%  |
| Lap 3                     | 2005年5月2日  | 人生賭けた日     | 押上一生的日子 | 19.6%  |
| Lap 4                     | 2005年5月9日  | 小さな告白       | 小小的表白     | 23.1%  |
| Lap 5                     | 2005年5月16日 | 僕と君の秘密     | 我和你的秘密   | 22.3%  |
| Lap 6                     | 2005年5月23日 | 17歳の花嫁       | 17歲的新娘     | 21.5%  |
| Lap 7                     | 2005年5月30日 | ホーム解散！     | 家園解散！     | 22.2%  |
| Lap 8                     | 2005年6月6日  | バイバイ次郎     | 再見了次郎     | 21.5%  |
| Lap 9                     | 2005年6月13日 | イチかバチか     | 沉或浮         | 21.8%  |
| Lap 10                    | 2005年6月20日 | ラストラン       | 最後的比賽     | 22.5%  |
| Final Lap                 | 2005年6月27日 | ウイニングラン   | 勝利之圈       | 24.3%  |
| 平均收視率22.6% ※関東地区 |               |                  |                |        |

## 海外播放
本劇在香港播出時採用中文配音，各角色的配音人員如下：
- 神崎次郎：蘇強文 配音。
- 水越朋美：黃玉娟 配音。
- 神崎千尋：陸惠玲 配音。

## 外部連結
- 富士電視台的官方簡介頁 （页面存档备份，存于）
- 緯來日本台的官方簡介頁 （页面存档备份，存于）

## 作品的變遷
| 富士電視台 週一9時                     | 富士電視台 週一9時                          | 富士電視台 週一9時 |
| -------------------------------------- | ------------------------------------------- | ------------------ |
|                                        | 急速引擎 （2005.4.18 - 2005.6.27）          |                    |
| 不愉快的基因 （2005.1.17 - 2005.3.28） | 慢舞（Slow Dance） （2005.7.4 - 2005.9.12） |                    |

| 緯來日本台 週一至五晚九點            | 緯來日本台 週一至五晚九點            | 緯來日本台 週一至五晚九點 |
| ------------------------------------ | ------------------------------------ | ------------------------- |
|                                      | 飆風引擎 （2006.7.28 - 2006.8.11）   |                           |
| 危險傻大姊 （2006.7.14 - 2006.7.27） | 為愛向錢衝 （2006.8.14 - 2006.8.28） |                           |

| 香港無綫電視明珠台 星期一晚九時半                       | 香港無綫電視明珠台 星期一晚九時半                              | 香港無綫電視明珠台 星期一晚九時半 |
| ------------------------------------------------------- | -------------------------------------------------------------- | --------------------------------- |
|                                                         | 飆風引擎（Engine） （2006.11.13 - 2007.1.22）                  |                                   |
| 人間的証明（Proof of the Man） （2006.9.4 - 2006.11.6） | 不能結婚的男人（He Who Can't Marry） （2007.1.29 - 2007.4.23） |                                   |